# Nordhavn (stacja kolejowa)
Nordhavn (duń: Nordhavn Station) – stacja kolejowa w dzielnicy Østerbro, w Kopenhadze, w Regionie Stołecznym, w Danii. Stacja znajduje się w højbanestation na granicy Østerbro i portu. 
Stację Nordhavn otwarto 15 maja 1934. Jest obsługiwana przez pociągi S-tog.
Jesienią 2006 stacja została zmodernizowana. 

## Galeria

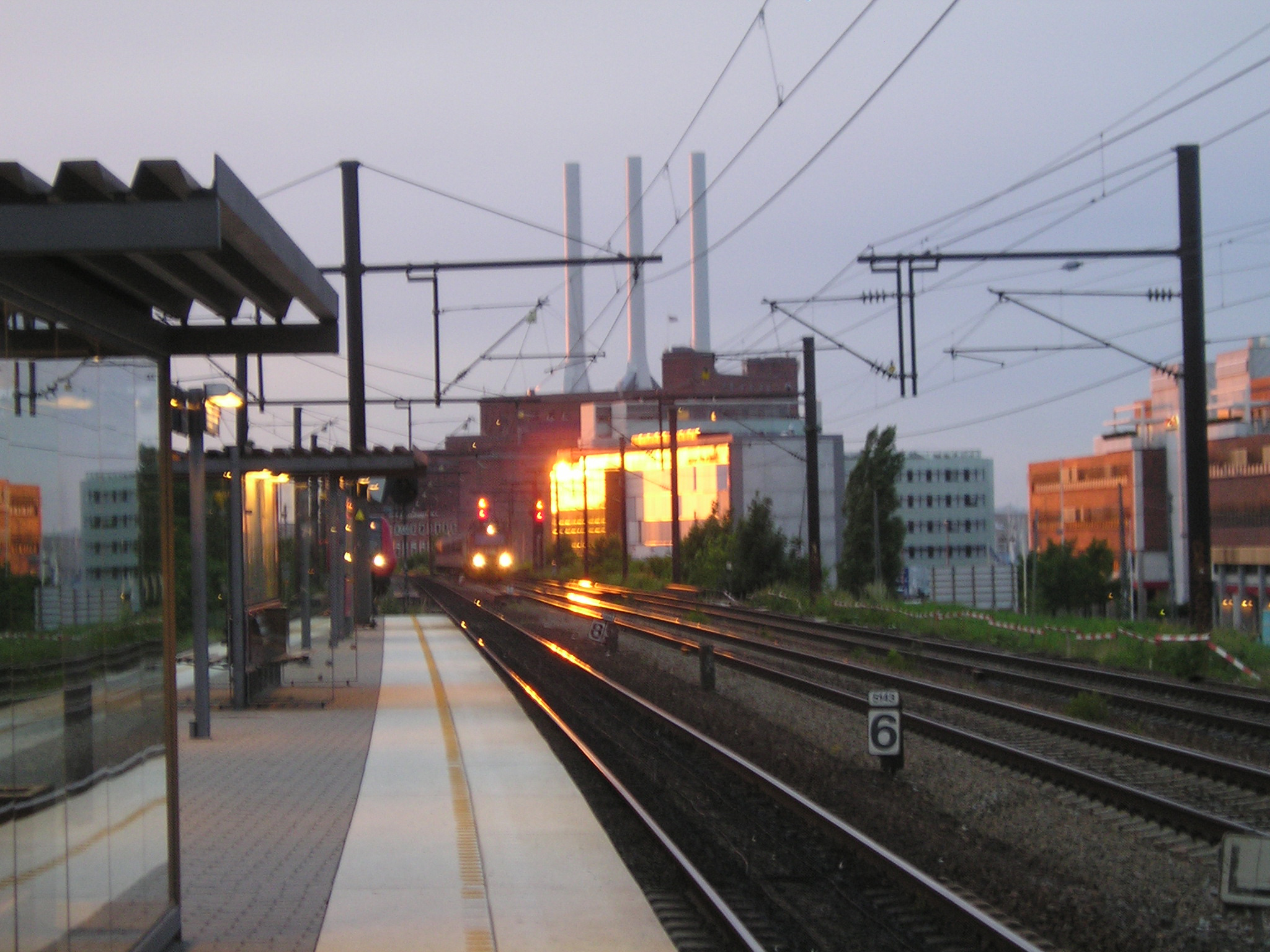
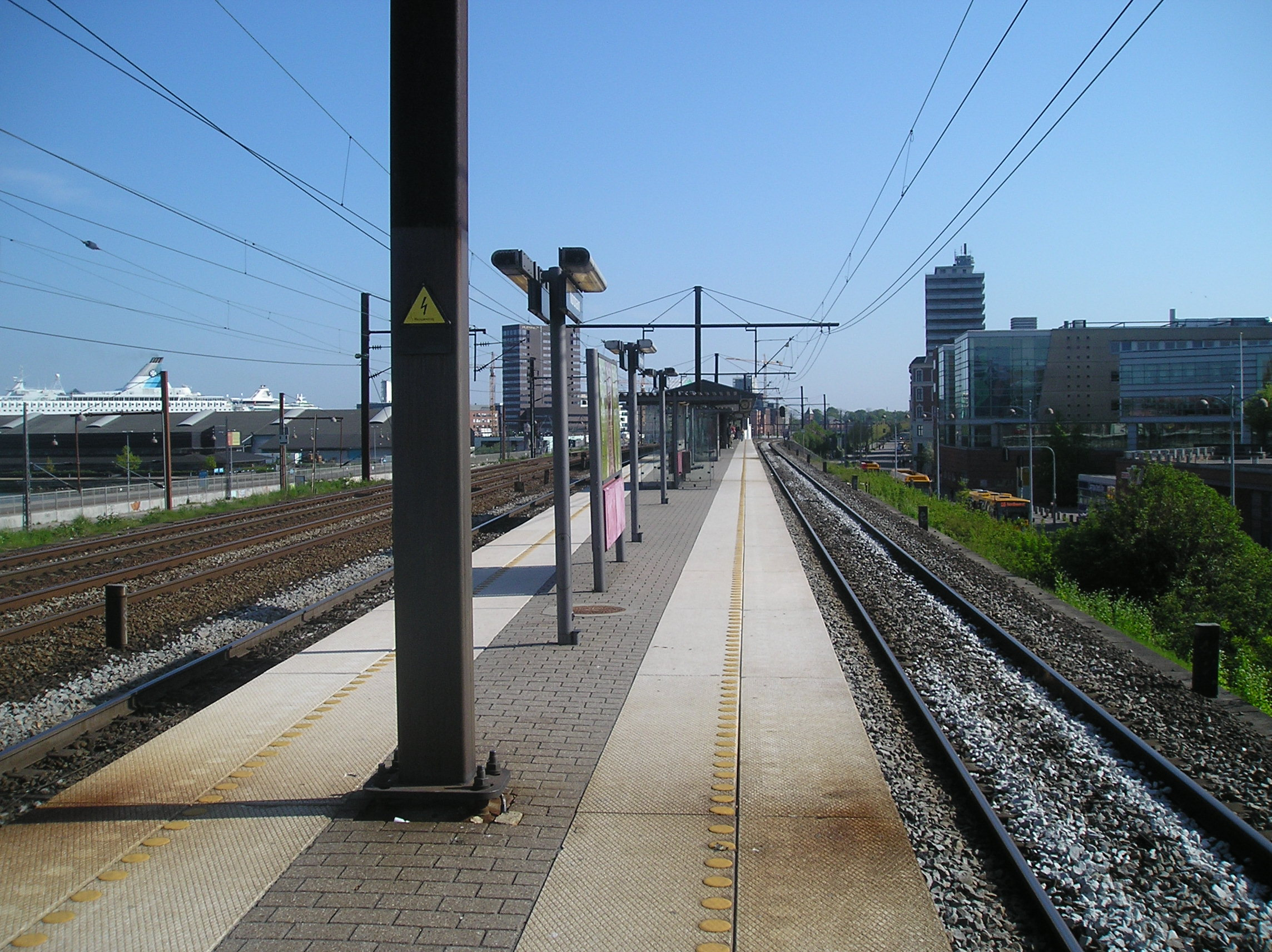
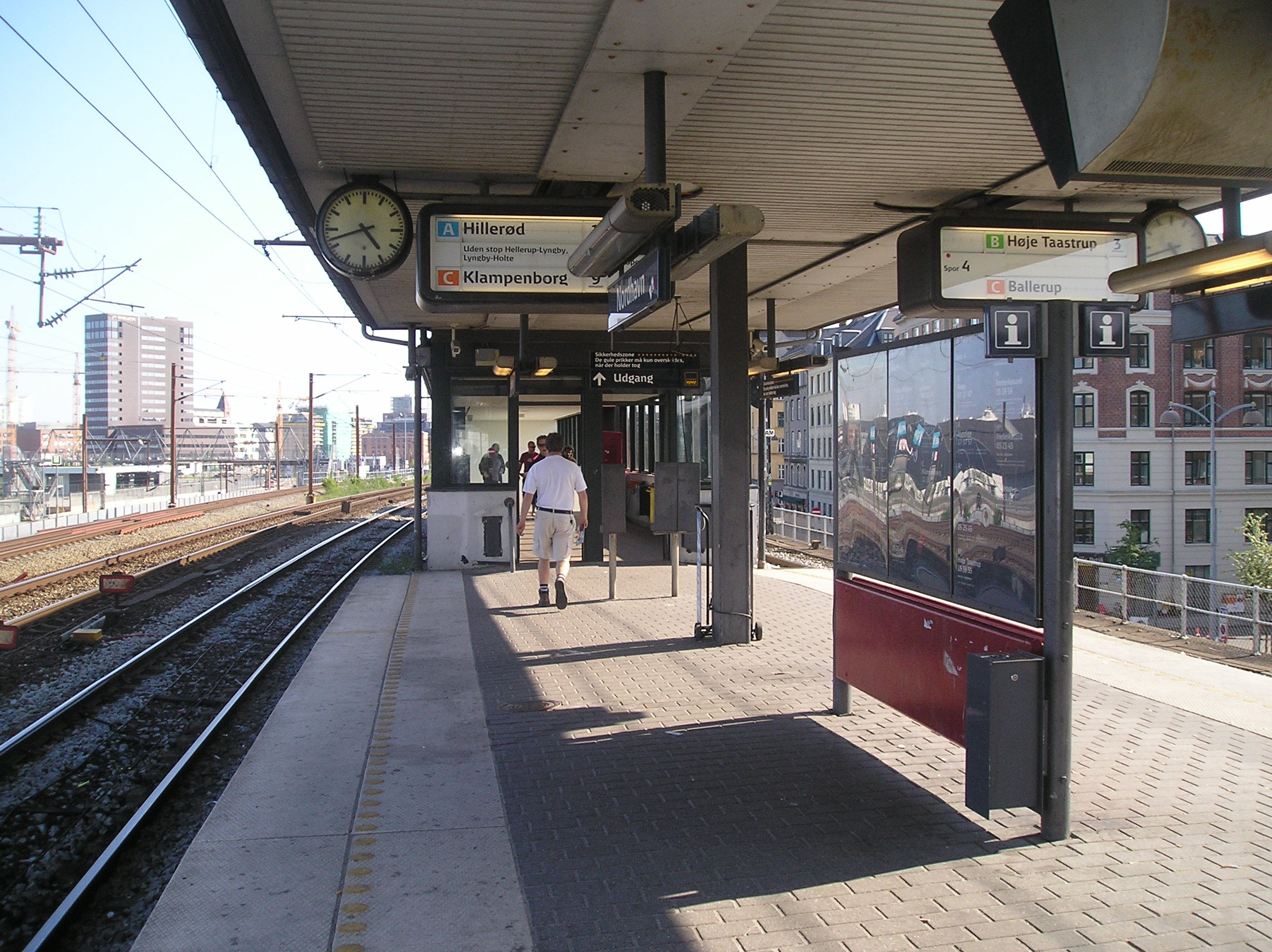
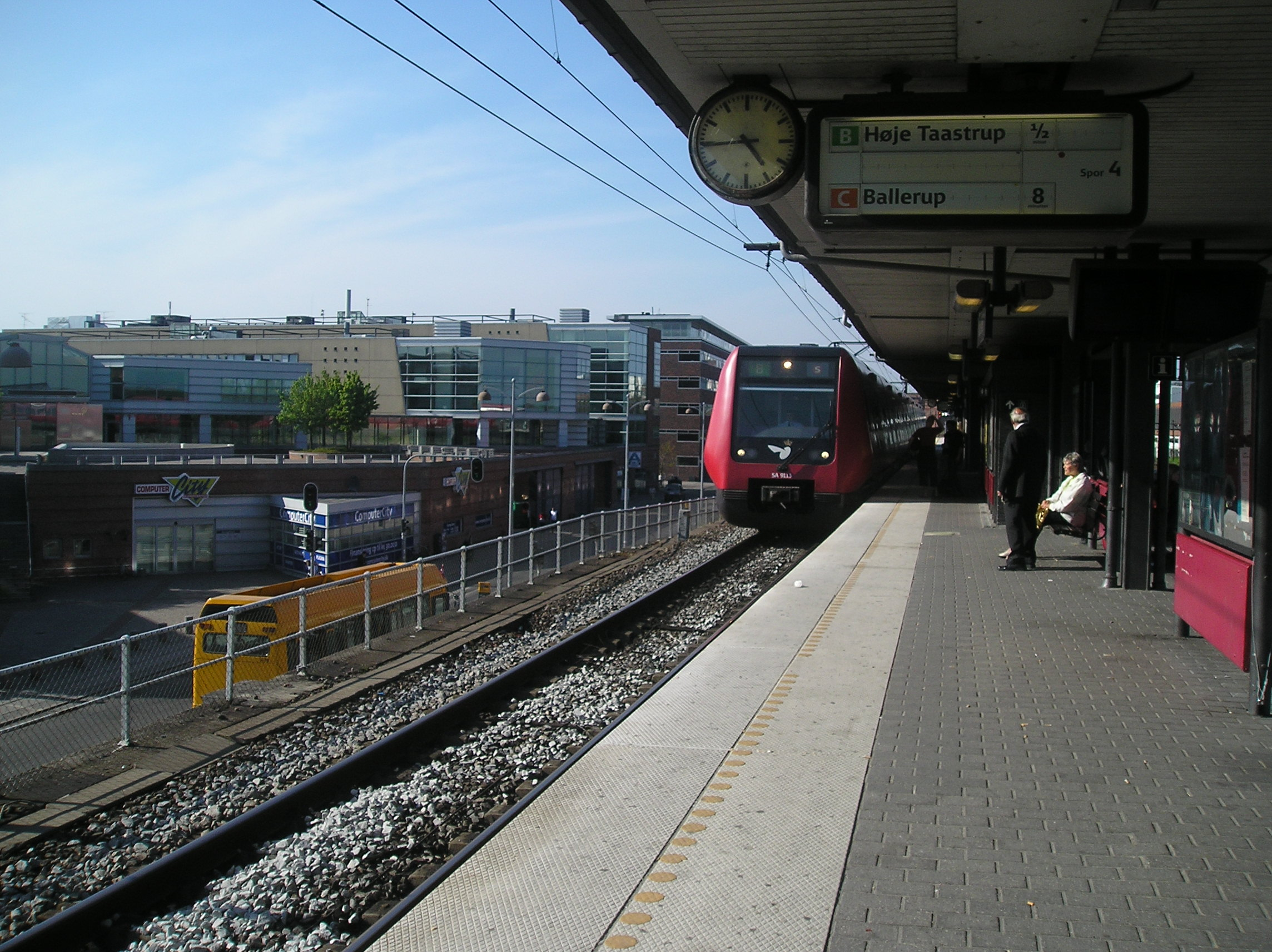
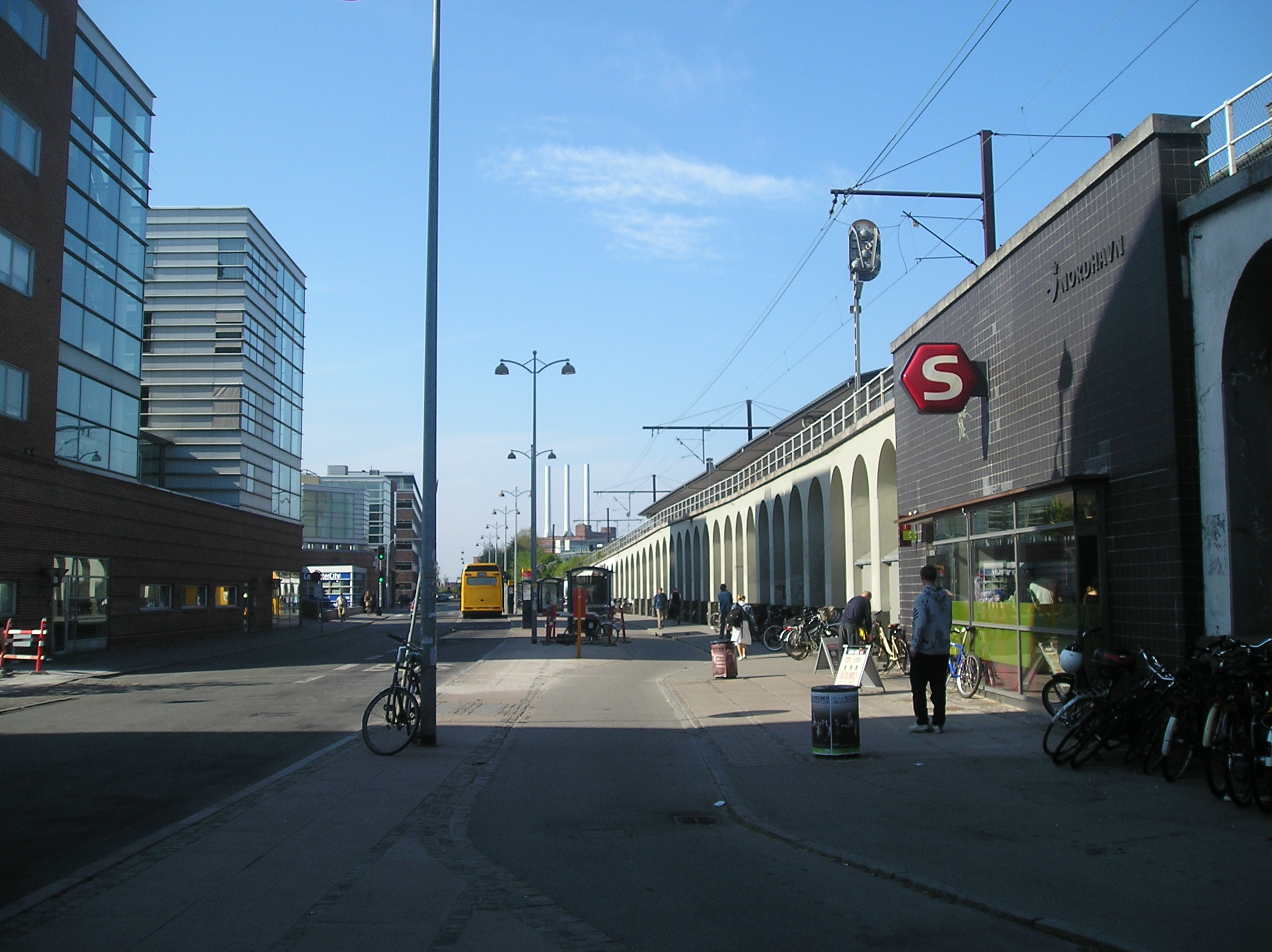
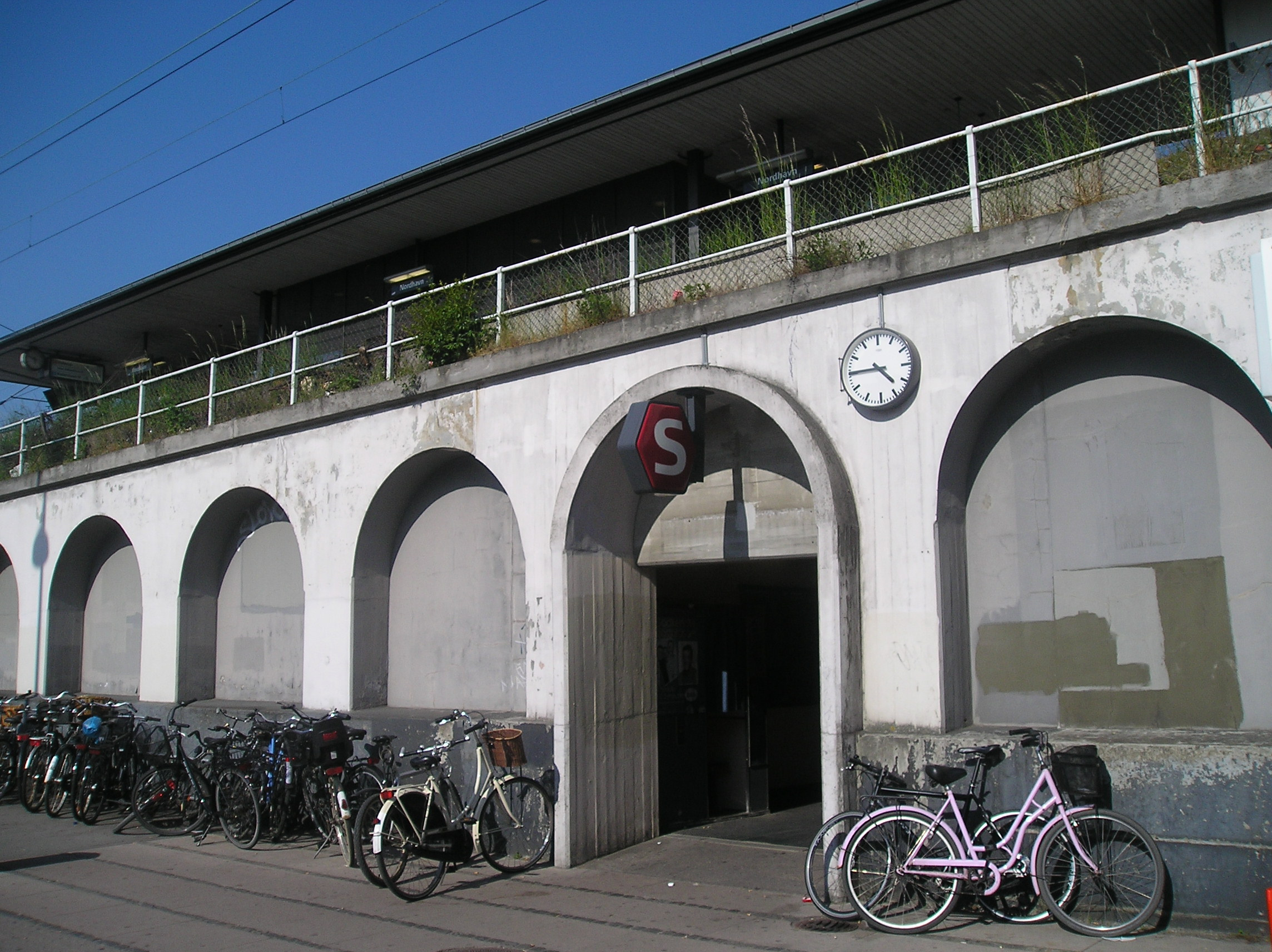